# Yamafuji Kenta
Kenta Yamafuji (山藤 健太 (Sơn-Đằng Kiện-Thái) Yamafuji Kenta, sinh ngày 14 tháng 11 năm 1986 ở Sagamihara) là một cầu thủ bóng đá người Nhật Bản thi đấu cho Zweigen Kanazawa.

## Thống kê câu lạc bộ
Cập nhật đến ngày 23 tháng 2 năm 2018.
| Thành tích câu lạc bộ | Thành tích câu lạc bộ | Thành tích câu lạc bộ | Giải vô địch | Giải vô địch | Cúp                   | Cúp                   | Tổng cộng | Tổng cộng |
| Mùa giải              | Câu lạc bộ            | Giải vô địch          | Số trận      | Bàn thắng    | Số trận               | Bàn thắng             | Số trận   | Bàn thắng |
| Nhật Bản              | Nhật Bản              | Nhật Bản              | Giải vô địch | Giải vô địch | Cúp Hoàng đế Nhật Bản | Cúp Hoàng đế Nhật Bản | Tổng cộng | Tổng cộng |
| --------------------- | --------------------- | --------------------- | ------------ | ------------ | --------------------- | --------------------- | --------- | --------- |
| 2009                  | Arte Takasaki         | JFL                   | 22           | 1            | 1                     | 0                     | 0         | 0         |
| 2010                  | Arte Takasaki         | JFL                   | 30           | 4            | 2                     | 0                     | 0         | 0         |
| 2011                  | Arte Takasaki         | JFL                   | 33           | 2            | 2                     | 0                     | 0         | 0         |
| 2012                  | Sony Sendai FC        | JFL                   | 31           | 1            | 2                     | 0                     | 0         | 0         |
| 2013                  | Sony Sendai FC        | JFL                   | 33           | 0            | 2                     | 0                     | 0         | 0         |
| 2014                  | Zweigen Kanazawa      | J3 League             | 32           | 2            | 2                     | 0                     | 0         | 0         |
| 2015                  | Zweigen Kanazawa      | J2 League             | 41           | 0            | 1                     | 0                     | 42        | 0         |
| 2016                  | Zweigen Kanazawa      | J2 League             | 37           | 4            | 0                     | 0                     | 37        | 4         |
| 2017                  | Zweigen Kanazawa      | J2 League             | 2            | 0            | 0                     | 0                     | 2         | 0         |
| 2017                  | Giravanz Kitakyushu   | J3 League             | 8            | 1            | –                     | –                     | 8         | 1         |
| Tổng cộng sự nghiệp   | Tổng cộng sự nghiệp   | Tổng cộng sự nghiệp   | 269          | 15           | 12                    | 0                     | 281       | 15        |